# Vecinos (kommunhuvudort)
Vecinos är en kommunhuvudort i Spanien.   Den ligger i provinsen Provincia de Salamanca och regionen Kastilien och Leon, i den centrala delen av landet, 190 km väster om huvudstaden Madrid. Vecinos ligger 894 meter över havet och antalet invånare är 302.
Terrängen runt Vecinos är huvudsakligen platt, men åt sydost är den kuperad. Runt Vecinos är det mycket glesbefolkat, med 5 invånare per kvadratkilometer. Närmaste större samhälle är Matilla de los Caños del Río, 7,5 km nordväst om Vecinos. Trakten runt Vecinos består i huvudsak av gräsmarker.